# 미함대제독
미함대제독은 미해군제독을 이후로 미국 해군에서 가장 높은 직책을 가진 제독을 가리키는 용어이다.

## 설명
미함대제독(약칭 FADM)은 미국 해군의 5 성급 기장 장교 계급으로 보상에는 평생 동안 현역 급여가 포함된다. 미함대제독은 미국제독 바로 위에 있는 계급이며 미육군장군 및 미공군장군과 동일한 계급이 된다. 1944년까지 존재했던 미해군제독을 계승하는 직책으로 미함대제독도 미국의 해군이 운영하는 함대를 통솔 및 지휘하는 역할을 수행한다.

## 같이 보기
- 미국 해군
- 제독